# Eodorcadion ptyalopleurum
Eodorcadion ptyalopleurum là một loài bọ cánh cứng trong họ Cerambycidae.